# チオシアン酸ナトリウム
チオシアン酸ナトリウム（チオシアンさんナトリウム、Sodium thiocyanate）は化学式 NaSCN で表される、チオシアン酸のナトリウム塩である。

## 性質
常温では無色で吸湿性のある結晶あるいは白色粉末で、水、エタノール、アセトンに溶ける。有毒であり、ラットに経口投与した場合のLD50は764 mg/kgである。経口摂取すると中枢神経に影響を与え、嘔吐や下痢、脱力感、錯乱、痙攣などの症状が現れる。不燃性であるが加熱すると分解し、硫黄酸化物や窒素酸化物、酸化ナトリウム、シアン化物を含む有毒ガスを生じる。酸や強塩基、酸化剤と激しく反応する。

## 用途
試薬やカラーフィルムの現像、除草剤、アクリル繊維製造時の溶剤などとして用いられる。